# 喜連川優
喜連川 優（きつれがわ まさる、1955年7月13日 - ）は、日本の情報学者・計算機科学者。大阪府大阪市阿倍野区出身。情報・システム研究機構機構長。東京大学特別教授。専門はデータ工学。工学博士（東京大学、1983年）。電子情報通信学会東京支部長（2007年度）。情報処理学会会長（2013-2014年度）。

## 略歴
父はアンテナ技術者で、三菱電機常務を務めた喜連川隆。

### 学歴
- 1978年 東京大学工学部電子工学科卒業
- 1983年 東京大学大学院工学系研究科情報工学専攻博士課程修了 工学博士 論文は「ハッシュとソートを用いた関係代数マシンGRACE」

### 職歴
- 1983年 東京大学生産技術研究所講師
- 1984年 東京大学生産技術研究所助教授
- 2003年 東京大学生産技術研究所戦略情報融合国際研究センター センター長
- 2013年 情報・システム研究機構国立情報学研究所所長
- 2023年 情報・システム研究機構機構長
- 2023年 東京大学デジタルオブザーバトリ研究推進機構機構長

### 受賞・叙勲
- 2009年 SIGMOD Edgar F. Codd Innovations Award（SIGMODエドガー・F・コッド革新賞）
- 2010年 電子情報通信学会業績賞
- 2010年 PAKDD Distinguished Contribution Award
- 2011年 情報処理学会功績賞
- 2012年 IEEEフェロー
- 2013年（2012年度）ACMフェロー（高性能データベースシステムへの貢献に対して）[3]
- 2013年 紫綬褒章[4]
- 2015年 全国発明表彰21世紀発明賞
- 2015年 C&C賞
- 2016年 レジオン・ドヌール勲章シュヴァリエ[5]
- 2019年 紺綬褒章[6]
- 2020年 日本学士院賞[1]
- 2020年 IEEE Innovation in Societal Infrastructure Award
- 2021年 東京大学特別教授
- 2023年 日本データベース学会特別功労賞
- 2023年 情報処理学会FIT船井業績賞

## 著書
- 「第五世代コンピュータ」元岡達 共著 岩波書店 1984年
- 「ストレージ技術 クラウドとビッグデータの時代」 オーム社 2015年
- 「東大塾 IoT講義」 野城智也 共編 東京大学出版会 2020年
- 「生成AIの論点 学問・ビジネスからカルチャーまで」 青弓社 2024年

## 参照・注
1. 1 2 3  “日本学士院賞授賞の決定について”.  日本学士院 (2020年4月6日). 2021年6月15日閲覧。
2. ↑  平成20年度 東京支部役員一覧電子情報通信学会
3. ↑  Masaru Kitsuregawa ACM, Inc
4. ↑  “平成25年秋の褒章受章者（東京都）” (PDF).  内閣府. p. 2 (2013年11月3日). 2014年11月27日時点のオリジナルよりアーカイブ。2023年3月28日閲覧。
5. ↑  “国立情報学研究所の喜連川優所長がレジオン・ドヌール勲章を受章”.  駐日フランス大使館 (2016年12月27日). 2021年6月15日閲覧。
6. ↑  『官報』67号、令和元年8月8日